# Scolopender
Een scolopender (Scolopendra cingulata) is een duizendpotige uit Europa. De scolopender jaagt voornamelijk 's nachts en zoekt overdag beschutting onder stenen. De beet van de scolopender is vaak pijnlijk en kan in gevallen zelfs gevaarlijk zijn.